# Leipzig Hauptbahnhof

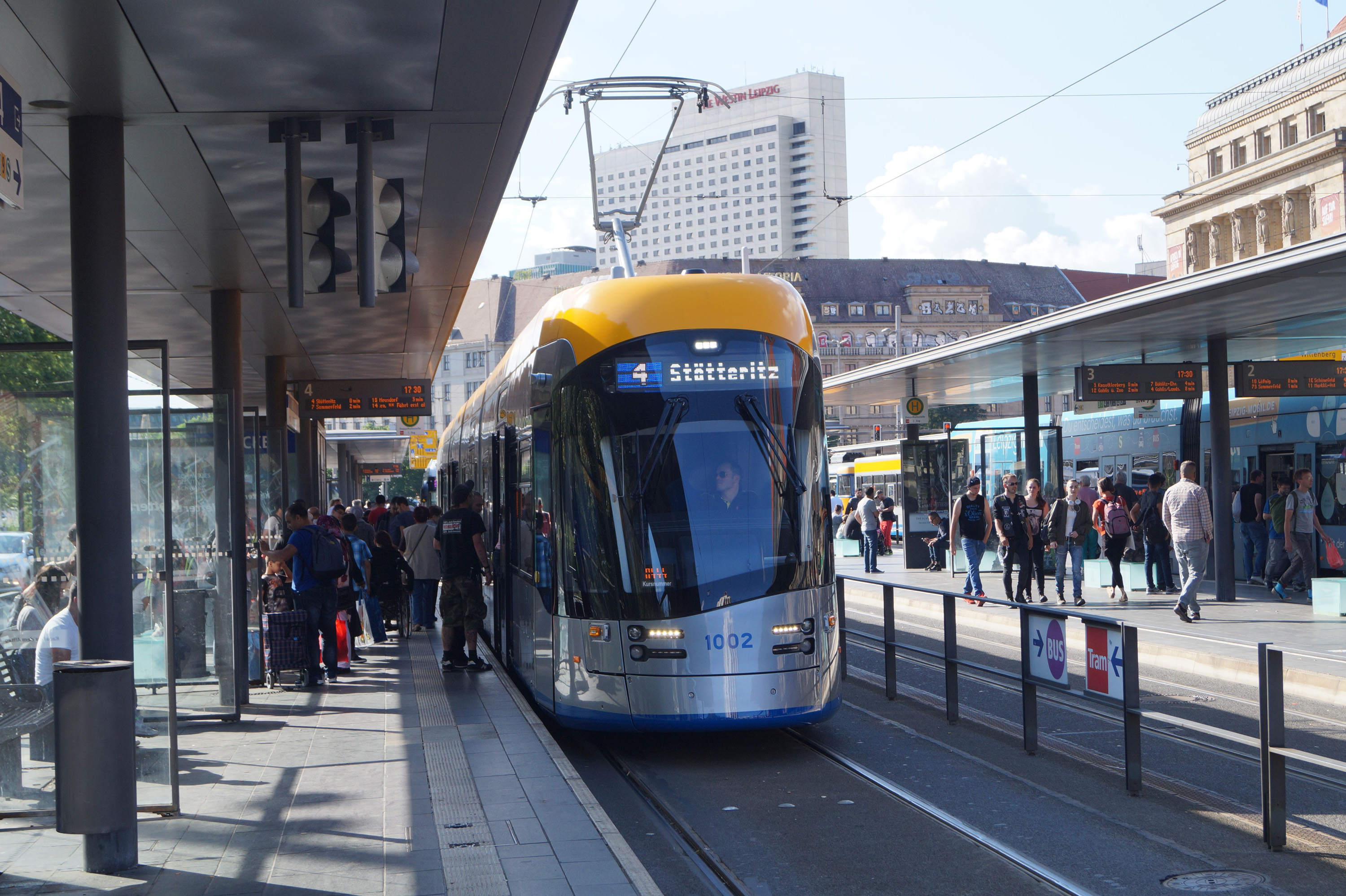
Spårvagn vid Leipzig Hauptbahnhof

Leipzig Hauptbahnhof är centralstationen i Leipzig i Tyskland. 
Stationen är en typisk säckstation (tåg passerar inte genom stationen) och Europas största station till ytan, och historiskt har stationen även varit störst gällande antal perronger och spår. Mätt i passagerarantal har stationen dock inte haft några rekord. En trolig förklaring[källa behövs] till dess storlek är Leipzigs industrimässa, vilken arrangeras två gånger årligen (även under DDR-eran), och vid planeringen av stationsbygget tog man hänsyn till att stationen under mässveckorna skulle kunna hantera stora mängder med extrainsatta tåg. 
Fasaden mot centrum är 298 meter bred. Stationen öppnades i december 1915 och hade då en halva för Preussens och en halva för Sachsens järnvägsbolag. Avgränsningen upphävdes senare. Ursprungligen fanns 26 spår, kvar (2018) finns 21 spår varav två är under jord. Bakom huvudbyggnaden är stationen försedd med sex stycken, nästan 50 meter breda, stålkonstruktioner för tak över både perronger och spår, var och en med fyra perronger och åtta spår. Höghastighetslinjen Berlin–München trafikerar banhallen med ICE-tåg, som får byta riktning för fortsatt färd. 
I december 2013 öppnades en tunnel, City-Tunnel Leipzig, genom stationen och under stadens centrum där pendeltågsnätet trafikerar. Efter det utökades pendeltågstrafiken kraftigt i området.

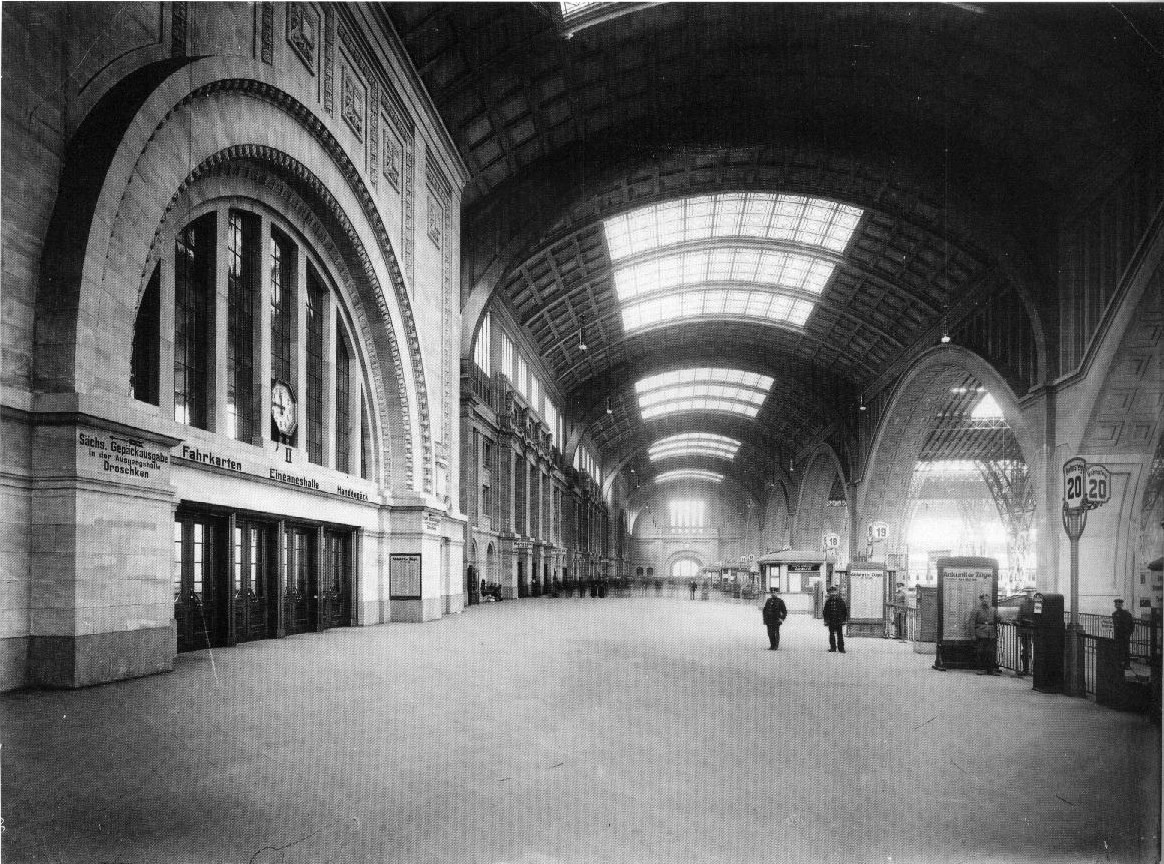
Leipzig Hauptbahnhof 1916
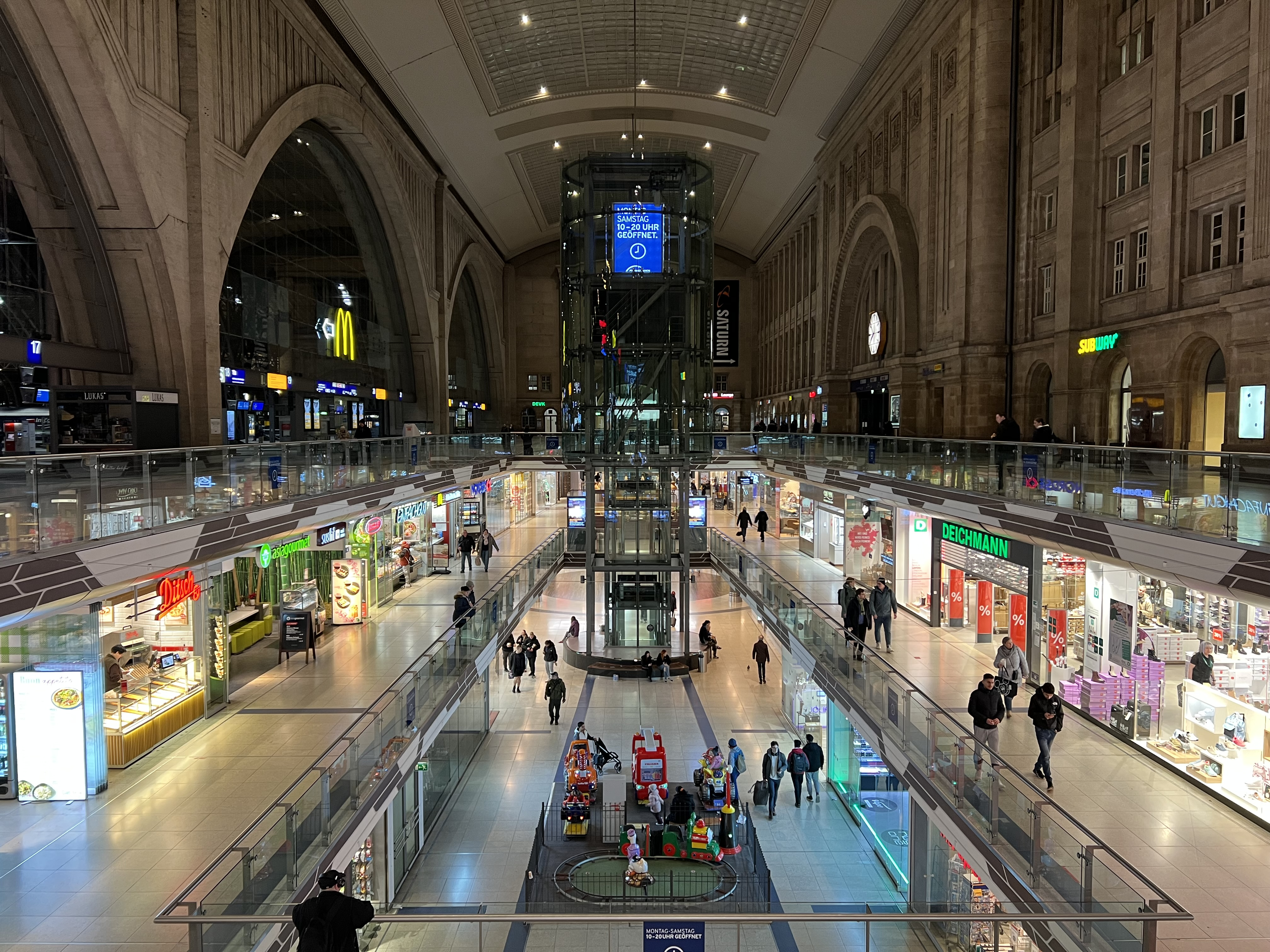
Centralhallen
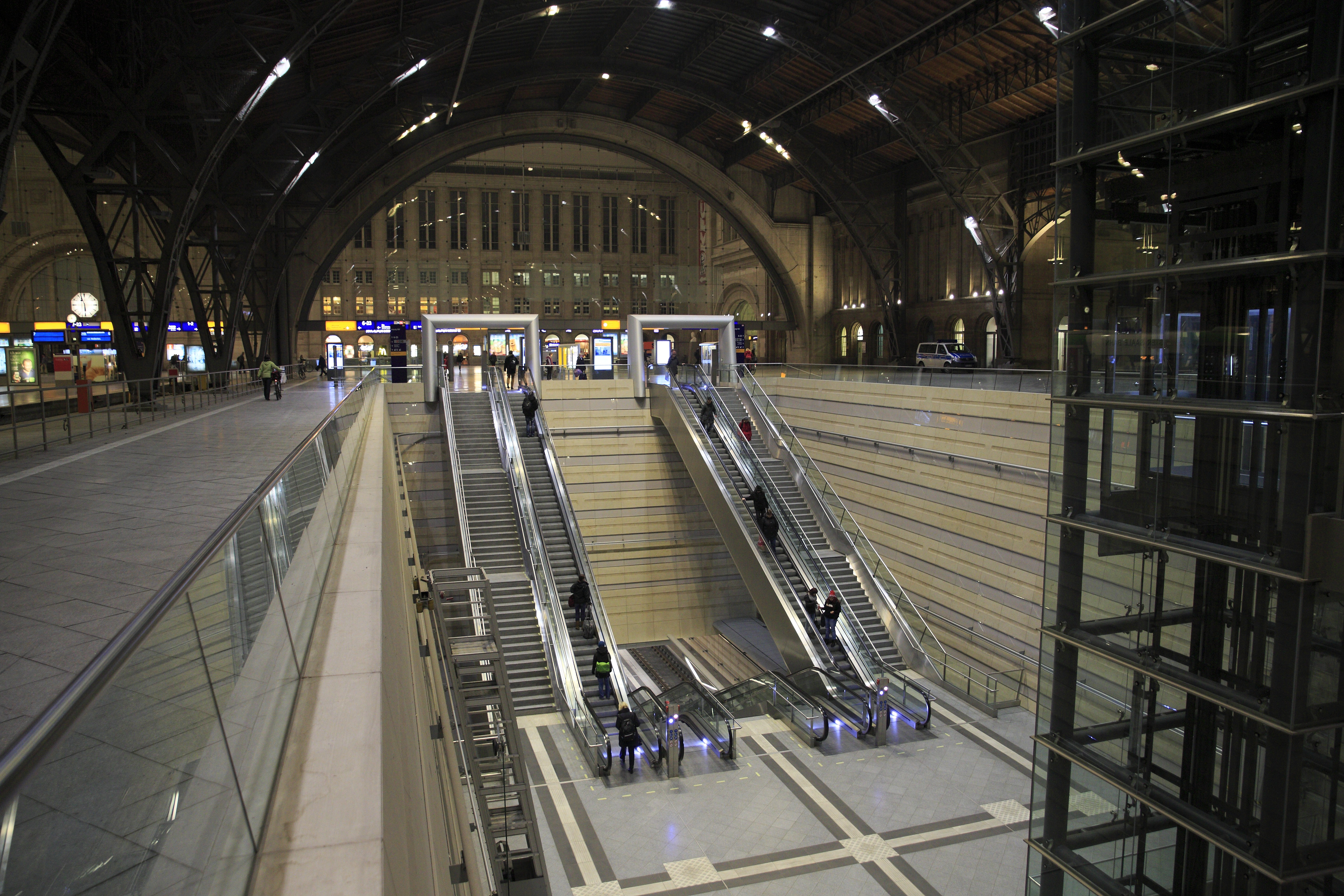
Rulltrappor till nedre plan och City-Tunnel Leipzig
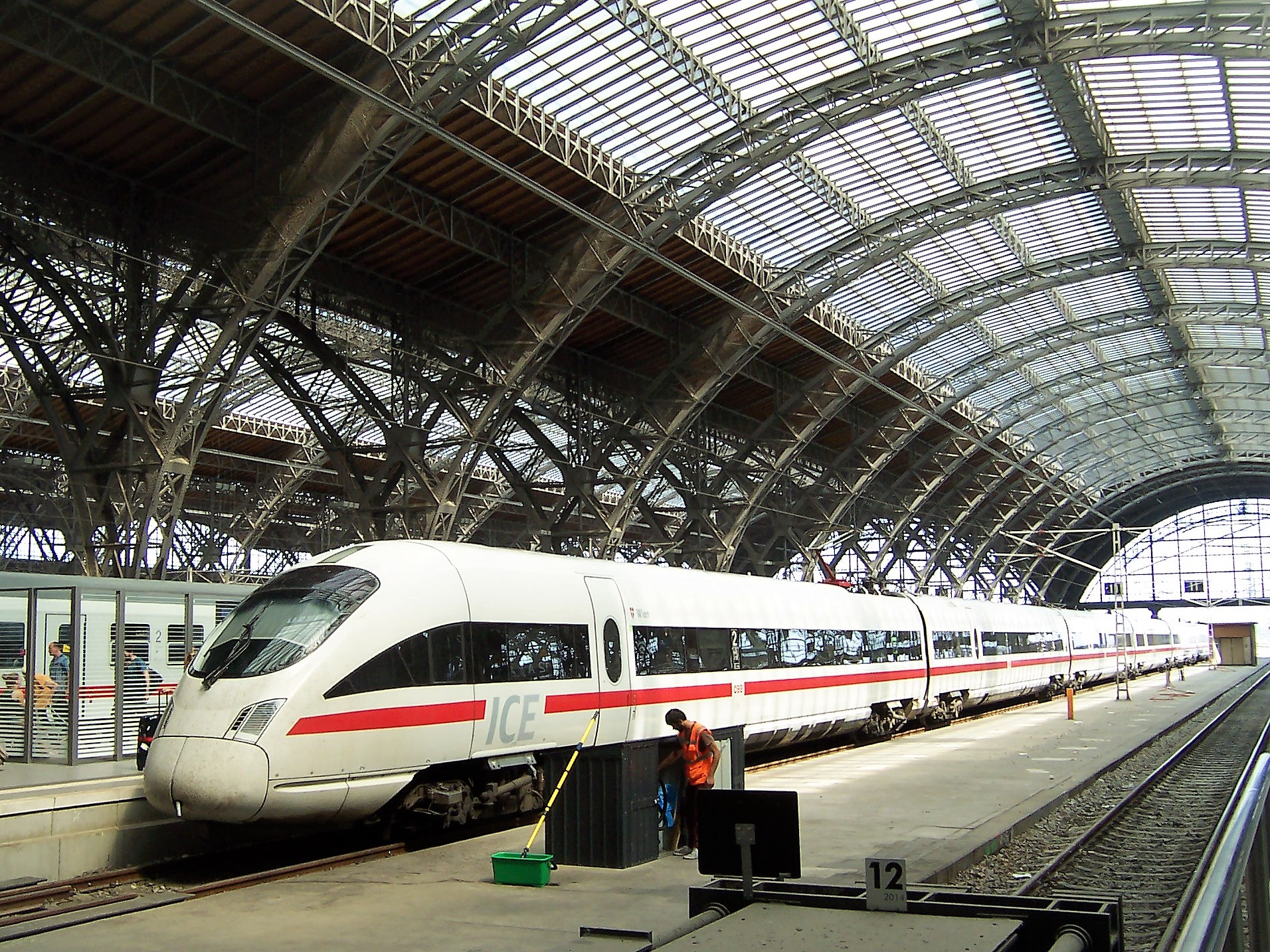
Höghastighetslinjen med ICE-tåg på sträckan Berlin–München stannar i banhallen.
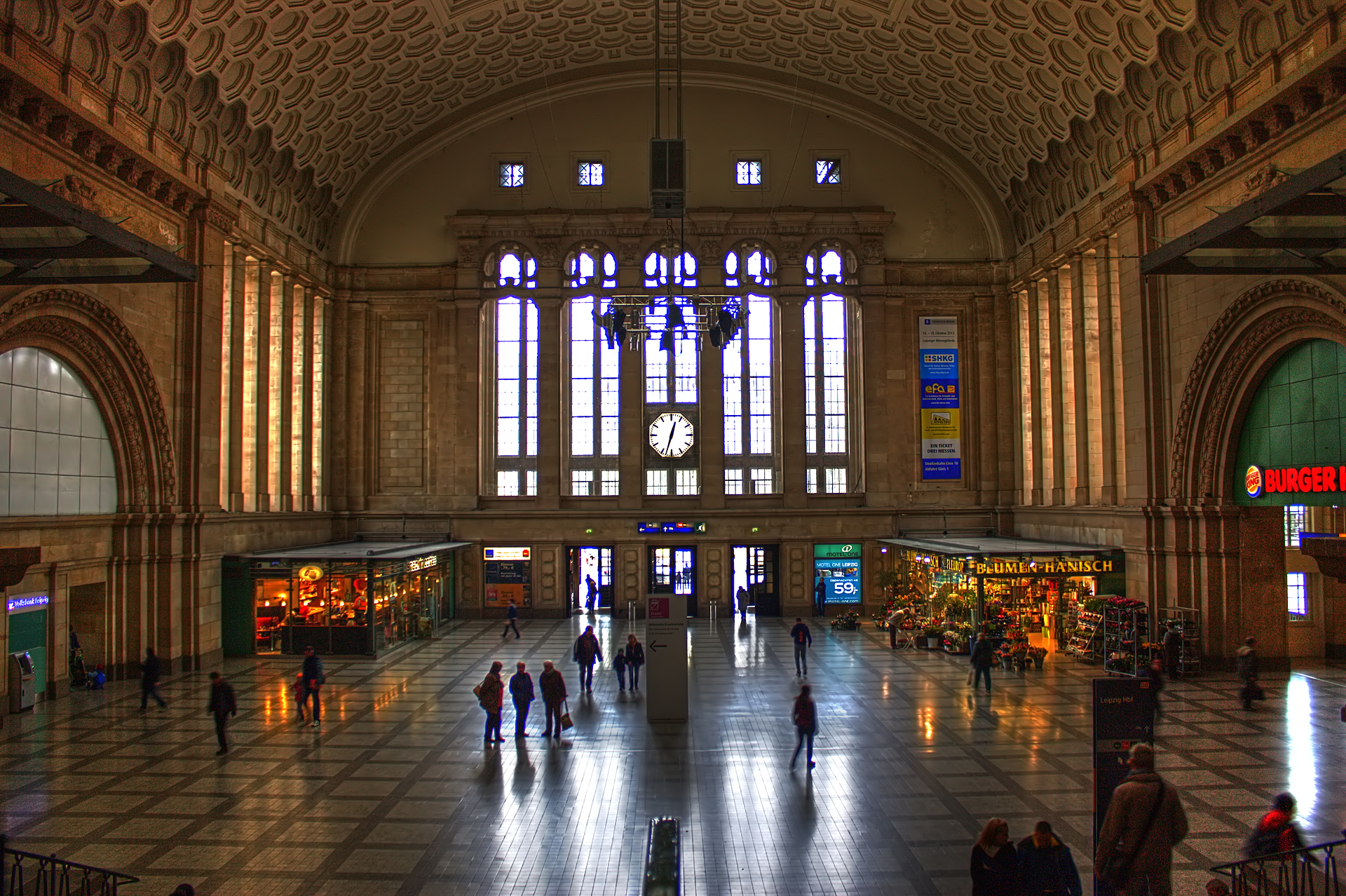
Östra hallen
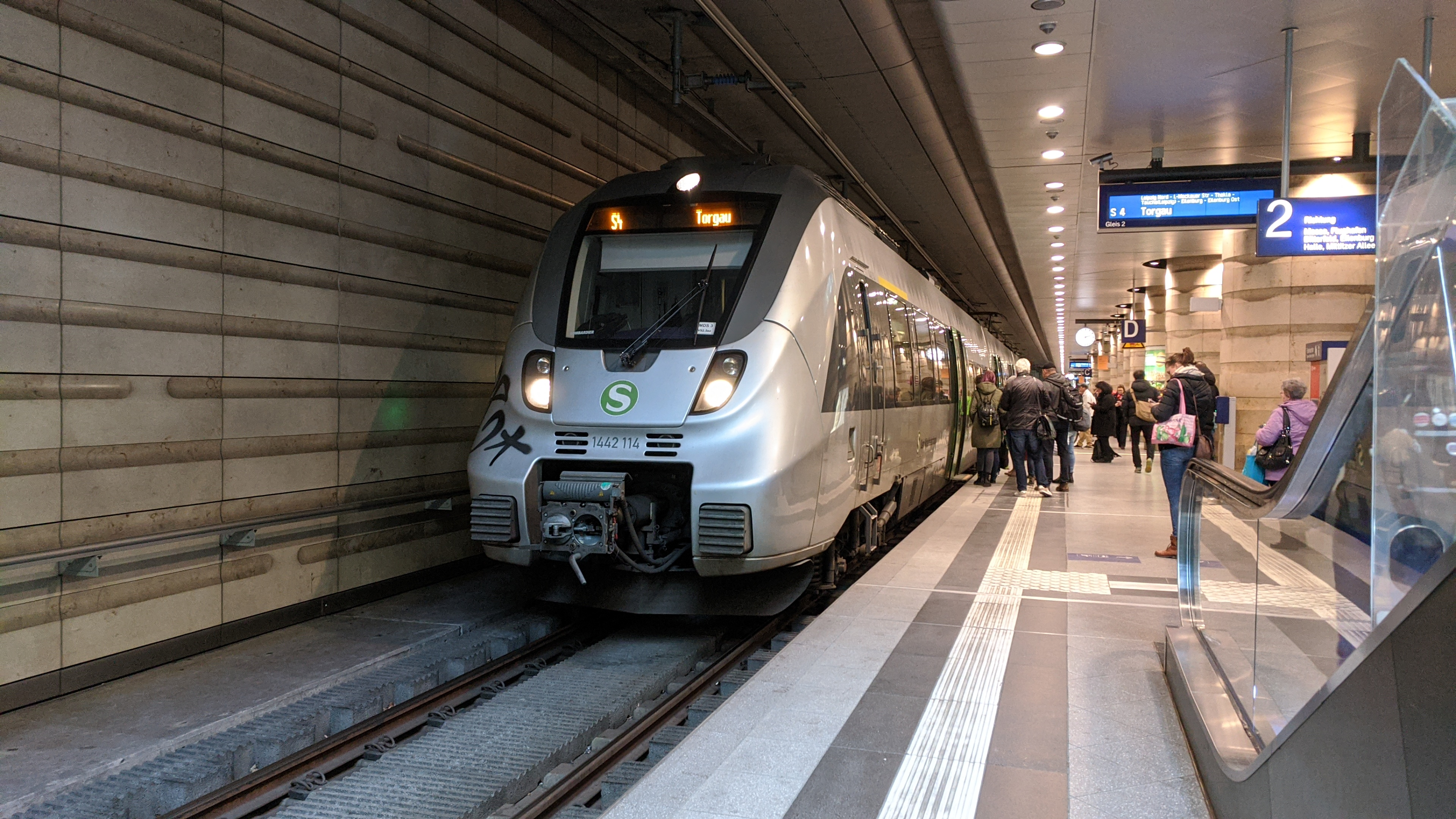
S-Bahn i underjordiska stationen